# Melody and Romance
Melody and Romance é um filme de comédia musical britânico de 1937, dirigido por Maurice Elvey e estrelado por Hughie Green, Margaret Lockwood and Jane Carr.

## Sinopse
Dois adolescentes com aspirações de se tornarem estrelas, eles se apaixonam.

## Elenco
- Hughie Green - Hughie Hawkins
- Margaret Lockwood - Margaret Williams
- Alastair Sim - Professor Williams
- Jane Carr - Kay Williams
- Garry Marsh - Warwick Mortimer
- C. Denier Warren - Capitão Hawkins
- Julian Vedey - Jacob
- Margaret Scudamore - Sra. Hawkins